# Бородниця бородата
Бородниця бородата (Barbilophozia barbata) — вид печіночників порядку юнгерманіальних (Jungermanniales).

## Поширення
Батьківщиною є Європа, Азія, Північна Америка.
Росте в помірно тінистих, сухих або помірно свіжих місцях, зазвичай з низьким вмістом вапна. Кращими є кам'яні ділянки, а також коріння дерев, ґрунт і гумус, а також стіни. Він досить поширений у середніх горах і досить рідкісний на рівнинах. У вищих гірських районах цей вид змінюється на Barbilophozia lycopodioides.

## Характеристика
Вид утворює коричнево-зелені або оливково-зелені, часто великі килимки, або росте як окремі рослини серед інших мохів. Висхідні та часто гіллясті рослини мають довжину від 5 до 8 сантиметрів і ширину від 3 до 5 міліметрів. Їх нижня сторона густо вкрита ризоїдами. Бічні листки, розпростерті з обох боків стебла, зближені один до одного та підрізані, мають приблизно таку ж ширину, що й довжина, і приблизно до чверті довжини листа розділені переважно на 4 трикутні, тупо загострені частки, при цьому дві зовнішні частки трохи вужчі за середні. Підлистки відсутні чи дрібні, та є лише на кінці стебла. На одну клітину листка припадає приблизно від 5 до 6 масляних тілець. Вид дводомний. Живці трапляються дуже рідко.